# كسوف الشمس 20 أبريل 2042
سيحدث كسوف كلي للشمس يوم الأحد 20 أبريل 2042. يحدث كسوف الشمس عندما يمر القمر بين الأرض والشمس ، وبالتالي يحجب صورة الشمس كليًا أو جزئيًا عن مشاهد على الأرض. يحدث الكسوف الكلي للشمس عندما يكون القطر الظاهري للقمر أكبر من قطر الشمس ، مما يحجب كل ضوء الشمس المباشر ، ويحول النهار إلى ظلام. تحدث الكلية في مسار ضيق عبر سطح الأرض ، مع كسوف جزئي للشمس مرئي فوق المنطقة المحيطة بعرض آلاف الكيلومترات. سيظهر بشكل ملحوظ في غرب إندونيسيا (لا سيما في سومطرة ) وشرق ماليزيا وبروناي والفلبين .

## الصور
مسار متحرك

## الخسوفات ذات الصلة

### كسوف الشمس 2040 – 2043
هذا الكسوف هو جزء من سلسلة كسوف الشمس 2040 – 2043. يتكرر الكسوف في كل 177 يومًا تقريبًا و 4 ساعات في العقد المتناوبة من مدار القمر.
| مجموعات سلسلة كسوف الشمس من 2040 إلى 2043 | مجموعات سلسلة كسوف الشمس من 2040 إلى 2043 | مجموعات سلسلة كسوف الشمس من 2040 إلى 2043 | مجموعات سلسلة كسوف الشمس من 2040 إلى 2043 | مجموعات سلسلة كسوف الشمس من 2040 إلى 2043 |
| ----------------------------------------- | ----------------------------------------- | ----------------------------------------- | ----------------------------------------- | ----------------------------------------- |
| عقدة تصاعدية                              | عقدة تصاعدية                              |                                           | عقدة تنازلية                              | عقدة تنازلية                              |
| 119                                       | مايو 11, 2040 جزئي                        | 124                                       | نوفمبر 4, 2040 حلقي                       |                                           |
| 129                                       | أبريل 30, 2041 كلي                        | 134                                       | أكتوبر 25, 2041 حلقي                      |                                           |
| 139                                       | أبريل 20, 2042 كلي                        | 144                                       | أكتوبر 14, 2042 حلقي                      |                                           |
| 149                                       | أبريل 9, 2043 كلي (غير مركزي)             | 154                                       | أكتوبر 3, 2043 حلقي (غير مركزي)           |                                           |

### ساروس 139
جزء من سلسلة ساروس 139 يتكرر كل 18 سنة و 11 يوم و 8 ساعات ويحتوي على 71 حدثا.
بدأت السلسلة بكسوف جزئي للشمس في 17 مايو 1501.
وهي تحتوي على كسوف هجين في 11 أغسطس 1627 حتى 9 ديسمبر 1825
وخسوفًا كليًا من 21 ديسمبر 1843 حتى 26 مارس 2601. -
خسوف جزئي في 3 يوليو 2763. خسوفه في ثلاثة أعمدة. كل خسوف يكون متباعدًا بحيث يلقي بظلاله على نفس أجزاء الأرض تقريبًا.
سيكون كسوف الشمس في 13 يونيو 2132 أطول كسوف كلي للشمس منذ 11 يوليو 1991 في 6 دقائق و 55.02 ثانية.
أطول مدة من الخسوف الكلي ستكون بواسطة الحدث 39 في 7 دقائق و 29.22 ثانية في 16 يوليو 2186.
بعد هذا التاريخ ستنخفض كل مدة ، حتى نهاية السلسلة. هذا التاريخ هو أطول كسوف للشمس تم حسابه بين 4000قبل الميلاد و 6000 بعد الميلاد. تقع خسوفات سلسلة ساروس أثناء عقدة القمر الصاعدة (وهو مصطلح يتعلق باتفاقيات خط الاستواء والتسمية القطبية).
| تحدث أعضاء السلسلة 24-45 بين عامي 1901 و 2300 | تحدث أعضاء السلسلة 24-45 بين عامي 1901 و 2300 | تحدث أعضاء السلسلة 24-45 بين عامي 1901 و 2300 |
| 24                                            | 25                                            | 26                                            |
| --------------------------------------------- | --------------------------------------------- | --------------------------------------------- |
| فبراير 3, 1916 [الإنجليزية]                   | فبراير 14, 1934 [الإنجليزية]                  | فبراير 25, 1952 [الإنجليزية]                  |
| 27                                            | 28                                            | 29                                            |
| مارس 7, 1970 [الإنجليزية]                     | مارس 18, 1988 [الإنجليزية]                    | مارس 29, 2006                                 |
| 30                                            | 31                                            | 32                                            |
| أبريل 8, 2024                                 | أبريل 20, 2042                                | أبريل 30, 2060                                |
| 33                                            | 34                                            | 35                                            |
| مايو 11, 2078 [الإنجليزية]                    | مايو 22, 2096 [الإنجليزية]                    | يونيو 3, 2114 [الإنجليزية]                    |
| 36                                            | 37                                            | 38                                            |
| يونيو 13, 2132 [الإنجليزية]                   | يونيو 25, 2150 [الإنجليزية]                   | يوليو 5, 2168 [الإنجليزية]                    |
| 39                                            | 40                                            | 41                                            |
| يوليو 16, 2186 [الإنجليزية]                   | يوليو 27, 2204                                | أغسطس 8, 2222                                 |
| 42                                            | 43                                            | 44                                            |
| أغسطس 18, 2240                                | أغسطس 29, 2258                                | سبتمبر 9, 2276                                |
| 45                                            |                                               |                                               |
| سبتمبر 20, 2294                               |                                               |                                               |

### سلسلة اينكس
هذا الكسوف هو جزء من دورة اينكس طويلة الأمد ، يتكرر عند العقد المتناوبة ، كل 358 شهرًا سينوديًا (≈ 10571.95 يومًا ، أو 29 عامًا ناقص 20 يومًا).
مظهرها وخط طولها غير منتظمين بسبب عدم التزامن مع الشهر غير الطبيعي (فترة الحضيض). ومع ذلك ، فإن مجموعات 3 دورات اينكس (87 سنة ناقص شهرين) تقترب (≈ 1،151.02 شهرًا غير طبيعي) ، لذا فإن الكسوف متشابه في هذه المجموعات.
| أعضاء سلسلة Inex بين عامي 1901 و 2100:      | أعضاء سلسلة Inex بين عامي 1901 و 2100:       | أعضاء سلسلة Inex بين عامي 1901 و 2100:      |
| ------------------------------------------- | -------------------------------------------- | ------------------------------------------- |
| </img> </br>9 يوليو 1926 </br> (ساروس 135)  | </img> </br> 20 يونيو 1955 </br> (ساروس 136) | </img> </br> 30 مايو 1984 </br> (ساروس 137) |
| </img> </br> 10 مايو 2013 </br> (ساروس 138) | </img> </br> 20 أبريل 2042 </br> (ساروس 139) | </img> </br> 31 مارس 2071 </br> (ساروس 140) |
| </img> </br> 10 مارس 2100 </br> (ساروس 141) |                                              |                                             |

### سلسلة ميتونيك
تتكرر السلسلة ميتونيك كل 19 عامًا (6939.69 يومًا) ، وتستمر حوالي 5 دورات. يحدث الكسوف في نفس تاريخ التقويم تقريبًا. بالإضافة إلى ذلك ، تتكرر سلسلة أكتون الفرعية 1/5 من ذلك أو كل 3.8 سنوات (1387.94 يومًا). تحدث جميع الكسوفات في هذا الجدول عند العقدة الصاعدة للقمر.
| 21 eclipse events, progressing from south to north between يوليو 1, 2000 and يوليو 1, 2076 | 21 eclipse events, progressing from south to north between يوليو 1, 2000 and يوليو 1, 2076 | 21 eclipse events, progressing from south to north between يوليو 1, 2000 and يوليو 1, 2076 | 21 eclipse events, progressing from south to north between يوليو 1, 2000 and يوليو 1, 2076 | 21 eclipse events, progressing from south to north between يوليو 1, 2000 and يوليو 1, 2076 |
| يوليو 1–2                                                                                  | أبريل 19–20                                                                                | فبراير 5–7                                                                                 | نوفمبر 24–25                                                                               | سبتمبر 12–13                                                                               |
| 117                                                                                        | 119                                                                                        | 121                                                                                        | 123                                                                                        | 125                                                                                        |
| ------------------------------------------------------------------------------------------ | ------------------------------------------------------------------------------------------ | ------------------------------------------------------------------------------------------ | ------------------------------------------------------------------------------------------ | ------------------------------------------------------------------------------------------ |
| يوليو 1, 2000 [الإنجليزية]                                                                 | أبريل 19, 2004                                                                             | فبراير 7, 2008                                                                             | نوفمبر 25, 2011                                                                            | سبتمبر 13, 2015                                                                            |
| 127                                                                                        | 129                                                                                        | 131                                                                                        | 133                                                                                        | 135                                                                                        |
| يوليو 2, 2019                                                                              | أبريل 20, 2023                                                                             | فبراير 6, 2027                                                                             | نوفمبر 25, 2030 [الإنجليزية]                                                               | سبتمبر 12, 2034                                                                            |
| 137                                                                                        | 139                                                                                        | 141                                                                                        | 143                                                                                        | 145                                                                                        |
| يوليو 2, 2038                                                                              | أبريل 20, 2042                                                                             | فبراير 5, 2046                                                                             | نوفمبر 25, 2049                                                                            | سبتمبر 12, 2053                                                                            |
| 147                                                                                        | 149                                                                                        | 151                                                                                        | 153                                                                                        | 155                                                                                        |
| يوليو 1, 2057                                                                              | أبريل 20, 2061                                                                             | فبراير 5, 2065                                                                             | نوفمبر 24, 2068 [الإنجليزية]                                                               | سبتمبر 12, 2072 [الإنجليزية]                                                               |
| 157                                                                                        | 159                                                                                        | 161                                                                                        | 163                                                                                        | 165                                                                                        |
| يوليو 1, 2076 [الإنجليزية]                                                                 |                                                                                            |                                                                                            |                                                                                            |                                                                                            |

## روابط خارجية
- http://eclipse.gsfc.nasa.gov/SEplot/SEplot2001/SE2045Aug12T. GIF
- www.solar-eclipse.de - متوسط التغطية السحابية والمدن على طول مسار الكسوف
- http://eclipse.gsfc.nasa.gov/SEplot/SEplot2001/SE2038Jan05A. GIF
- http://eclipse.gsfc.nasa.gov/SEplot/SEplot2001/SE2042Apr20T. GIF